# Цевиці
Цевиці (пол. Cewice, нім. Zewitz) — село в Польщі, у гміні Цевиці Лемборського повіту Поморського воєводства.
Населення — 1930 осіб (2011).
У 1975-1998 роках село належало до Слупського воєводства.

## Демографія
Демографічна структура станом на 31 березня 2011 року:
|          | Загалом | Допрацездатний вік | Працездатний вік | Постпрацездатний вік |
| -------- | ------- | ------------------ | ---------------- | -------------------- |
| Чоловіки | 972     | 244                | 681              | 47                   |
| Жінки    | 958     | 222                | 618              | 118                  |
| Разом    | 1930    | 466                | 1299             | 165                  |